# Membranös glomerulonefrit
Membranös glomerulonefrit, eller membranös nefropati, är en njursjukdom och den vanligaste orsaken till nefrotiskt syndrom hos vuxna i Sverige. Av de insjuknade blir en tredjedel friska, en tredjedel fortsätter att ha nefrotiskt syndrom, och hos en tredjedel blir njurfunktionen successivt sämre. Njurbiopsi visar förtjockade basalmembran. Immunoglobuliner och komplement kan ses med elektronmikroskop. Hos de värsta fallen ger man en korttidsbehandling med högdos steroider och alkylerande cellgifter.

Immunkomplex deponeras i det förtjockade basalmembranet vilket ger ett karaktäristiskt utseende.